# Miha Baloh

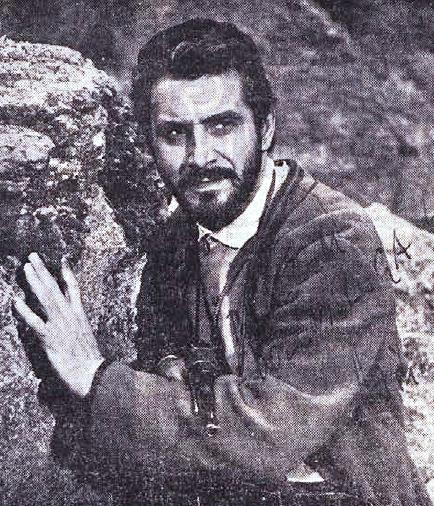
Miha Baloh, 1963

Miha Baloh [ˈmi⁠x⁠a ˈbalox] (* 21. Mai 1928 in Jesenice, Königreich der Serben, Kroaten und Slowenen; † 6. Dezember 2022) war ein jugoslawischer und  slowenischer Schauspieler.

## Leben
Baloh startete seine Schauspielkarriere in diversen lokalen Theaterproduktionen nach Ende des Zweiten Weltkriegs. Später schrieb er sich an der AGRFT in Ljubljana ein, wo er das Studium 1952 abschloss. Ab 1953 arbeitete er am slowenischen Theater in Triest. Dort lernte er auch den Regisseur Jože Babič kennen, der ihm 1960 zu seinen ersten großen Filmrollen verhalf. Ab 1965 wirkte Baloh auch in internationalen Filmprojekten mit, unter anderem in diversen Karl-May-Filmen und weiteren europäischen Western. Auch sah man ihn in der dreizehn teiligen deutsch-französischen TV-Serie Omer Pacha in der Hauptrolle als osmanischer General. Seit dem Ende der 1970er Jahre widmete sich Baloh wieder dem Theater.

## Filmografie (Auswahl)
- 1964: Unter Geiern
- 1965: Winnetou 3. Teil
- 1966: Winnetou und das Halbblut Apanatschi
- 1966: Winnetou und sein Freund Old Firehand
- 1968: Die Schlacht an der Neretva
- 1968: Rinaldo Rinaldini
- 1969: Todesschüsse am Broadway
- 1971: Maskerade
- 1971: Omer Pacha (Serie)
- 1973: Die blutigen Geier von Alaska